# لاپستانی
لاپستانی یا آمیزش پستانی (انگلیسی: Mammary intercourse) عملی جنسی میان زن و مرد است که در آن، آلت مردانه بین پستان‌های زن قرار گرفته و آمیزش صورت می‌گیرد. در این حالت، زن نیز پستان‌های خود را در دست گرفته و با فشردن آن‌ها به‌سمت آلت مرد، آلت را بیشتر تحریک می‌کند. همچنین مالش پستان‌ها و سر پستان توسط مرد یا خود زن، باعث برانگیختن پستان می‌شود.

## شرایط
این عمل زمانی انجام می‌شود که زن سینه‌هایی بزرگ و گرد داشته باشد و به‌عنوان بخشی از اعمال سکسی در طی یک معاشقه صورت می‌گیرد و انجام سکس تنها به‌صورت نزدیکی پستانی تا انزال معمول نیست. چنانچه آلت مرد بلند باشد، در کنار لمس بدنهٔ آلت، سر آلت نیز در دهان زن قرار خواهد گرفت.

## موارد
- زن به دلایلی قصد ارضا شدن نداشته باشد.
- امکان دخول برای زن وجود نداشته باشد یا زن در دوران قاعدگی باشد.
- برای شروع یک سکس خوب و لذت‌بخش انجام این عمل تحریک‌پذیری زن را بیشتر کرده و واژن ترشحات کافی برای شروع نزدیکی را انجام می‌دهد.
- شکاف بین سینه‌ها می‌تواند مانند شکاف باسن یا واژن برای مرد لذت‌بخش باشد.[نیازمند منبع]

## روش ایمن
این روش به‌علت انجام نشدن عمل دخول جزو روش‌های امن محسوب می‌گردد و انتقال بیماری از این روش خیلی پایین‌تر از روش‌های دیگر است.